# Ludwik Krasiński (ur. 1609)
Ludwik Krasiński herbu Ślepowron (ur. 1609 w Ciechanowie, zm. po 1644) – dworzanin królewski, kasztelan ciechanowski od 1637, starosta płocki.

## Życiorys
Syn Stanisława, brat Gabriela i Jana Kazimierza.
Poseł na sejm 1620 roku z województwa płockiego i deputat na Trybunał Skarbowy Koronny w 1620 roku. Był elektorem Władysława IV Wazy z województwa płockiego w 1632 roku.  Był posłem województwa płockiego na sejm koronacyjny 1633 roku, sejm 1634, roku, sejm zwyczajny 1637 roku i sejm nadzwyczajny 1637 roku.
W 1633 r. ufundował kościół i klasztor karmelitów w Woli Gułowskiej. 